# Neerstedt
Neerstedt  ist Ortsteil und eine von 15 Bauerschaften der Gemeinde Dötlingen im niedersächsischen Landkreis Oldenburg.
Das rund vier Kilometer nordnordöstlich des Dötlinger Ortskerns gelegene Dorf hatte 2022 gut 1670 Einwohner. Die Hunte fließt in etwa vier Kilometern westlicher Entfernung. Die Landesstraße L872 verbindet Neerstedt mit der Kreisstadt Wildeshausen im Süden und Kirchhatten im Norden.

## Infrastruktur

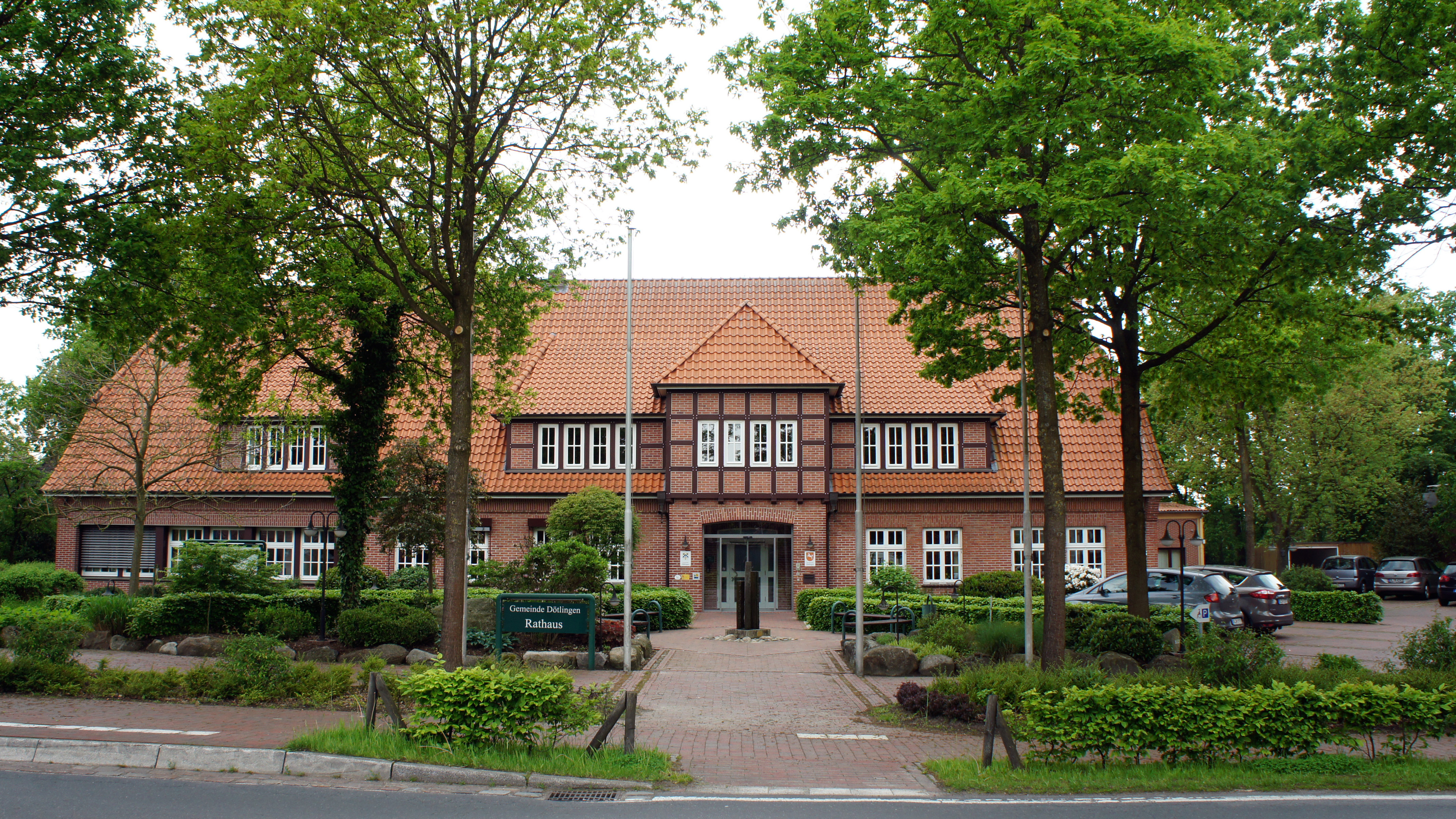
Rathaus der Gemeinde Dötlingen

- Neerstedt ist Sitz der Gemeindeverwaltung für die Gemeinde Dötlingen
- Grundschule mit Sprachheilschule
- Theater Neerstedter Bühne e. V.[4]
- Vereine: TV Neerstedt, Schützenverein Neerstedt, Freiwillige Feuerwehr Neerstedt
- Fachklinik Oldenburger Land – Klinik für Suchterkrankungen[5]
- Evangelisch-methodistische Kirche in Neerstedt[6]

## Sehenswürdigkeit Hexenstein

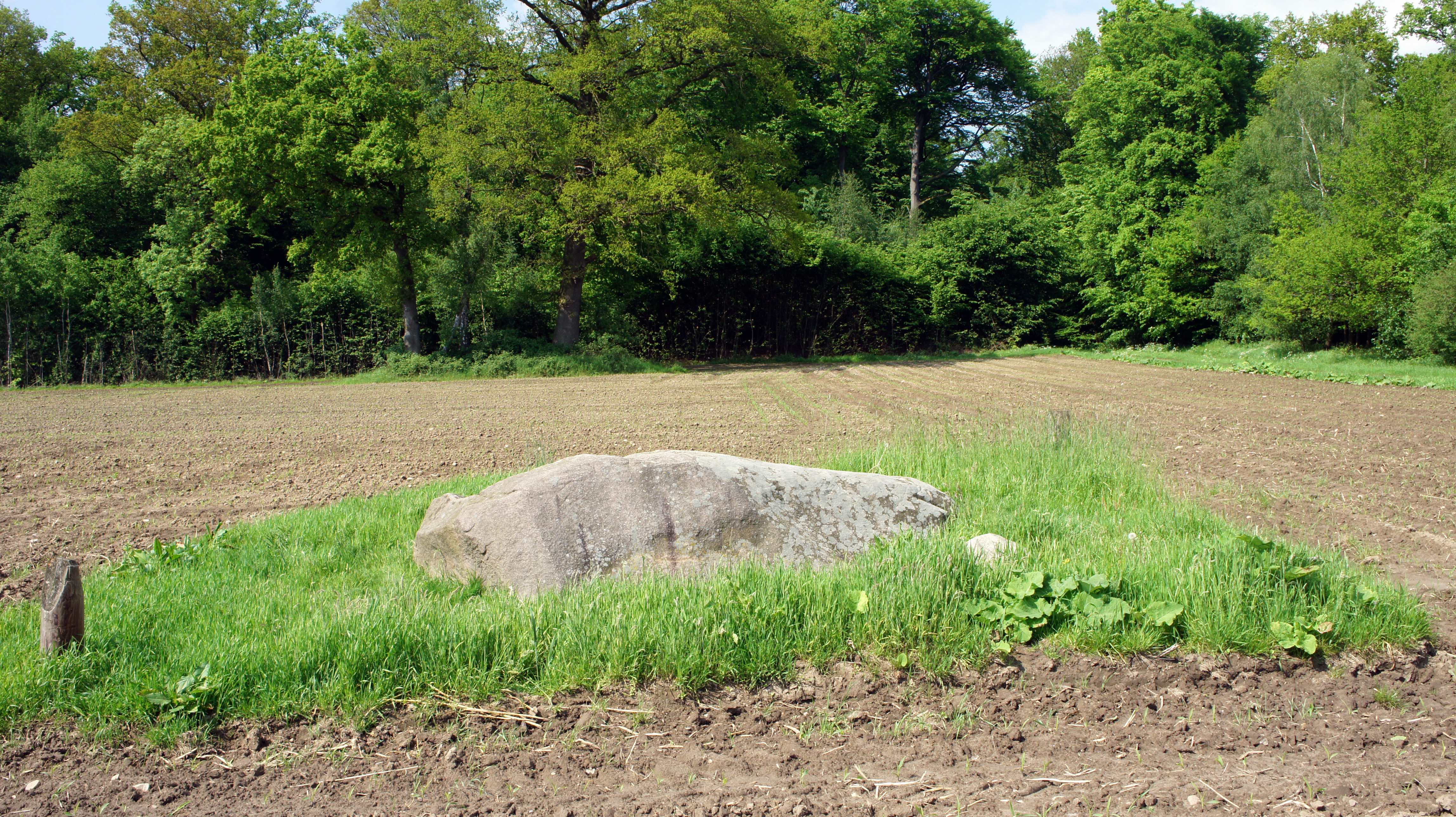
Hexenstein bei Dötlingen

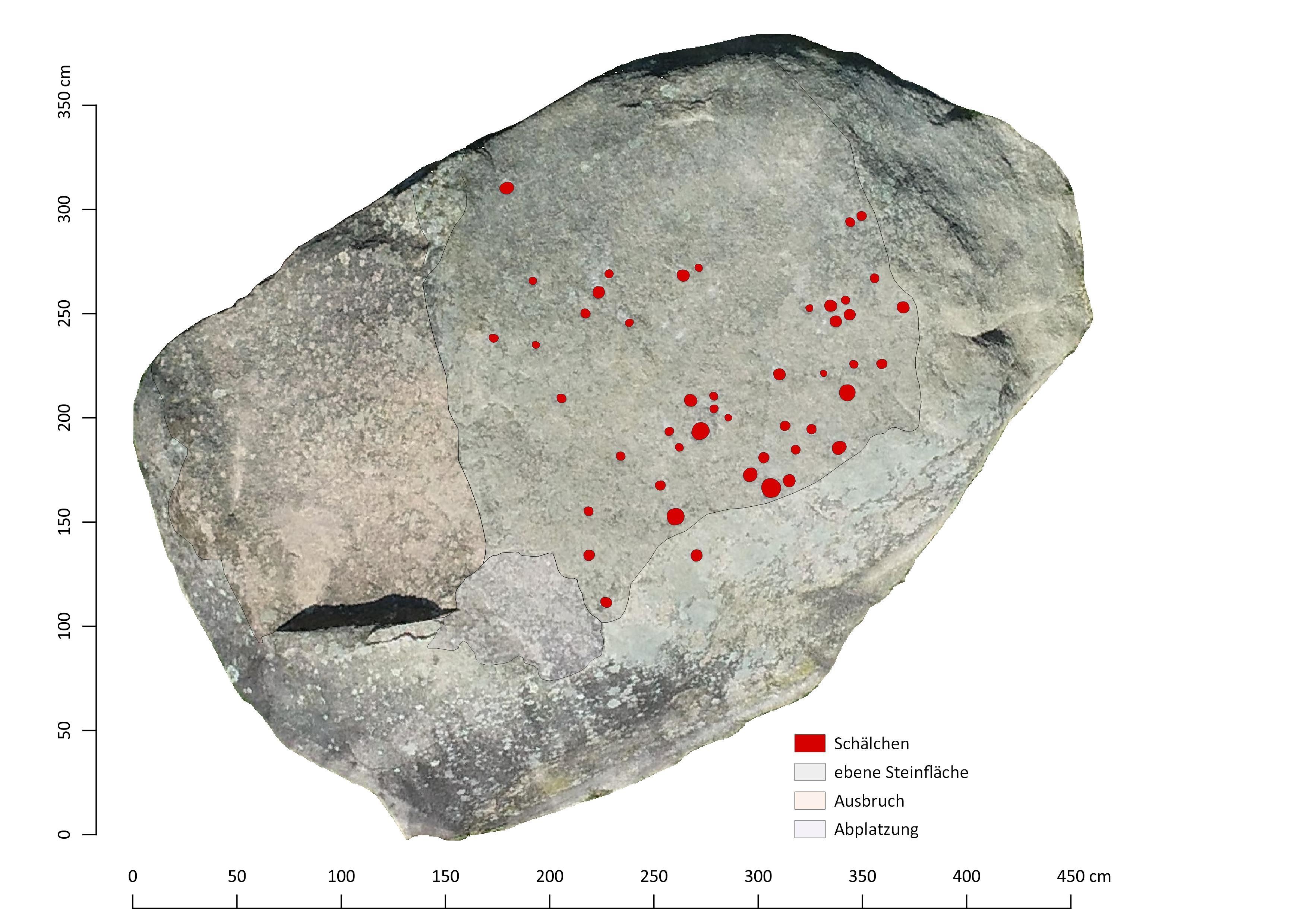
Hexenstein Neerstedt

Eine archäologische Sehenswürdigkeit ist der Hexenstein bei Dötlingen in einem Feld knapp 2 km nordnordwestlich von Neerstedt. Dabei handelt es sich um einen großen Findling aus rötlichem skandinavischem Granit, der durch seine Ausmaße beeindruckt und deshalb früher auch der „brede Stehen“ (breiter Stein) genannt wurde. Der Findling trägt auf der Oberfläche drei große und 38 kleinere (teils natürliche) Vertiefungen und ist ein Schalenstein.